# Brad Arnold
Bradley Kirk Arnold, dit Brad Arnold, né le 27 septembre 1978 à Escatawpa, est un chanteur américain. Chanteur du groupe de rock 3 Doors Down, il fut aussi le tout premier batteur du groupe.
Il a grandi à Pascagoula, une petite ville de 4 000 habitants dans l'État du Mississippi, et vit maintenant à Nashville. Depuis le 12 septembre 2009, il est marié à Jennifer Sanderford.